# Roland (зенитный ракетный комплекс)
«Roland» — германо-французский зенитный ракетный комплекс. Предназначен для непосредственного прикрытия наземных войск, для борьбы с маневрирующими аэродинамическими целями на малых и средних высотах, в условиях интенсивного радиопротиводействия. Способен поражать цели, летящие со скоростью до M=1,2 на высотах от 15 м до 5,5 км и на дальностях от 500 м до 6,3 км. В Германии комплекс снят с вооружения в 2005 году.

## История создания
В начале 1960-х годов французская компания «Аэроспасьяль» и немецкая «Мессершмитт-Бёльков-Блом» начали разработку подвижной маловысотной системы ЗУР, впоследствии названной «Roland». Французская компания была головной по варианту системы для неясной погоды, тогда как немецкая — по всепогодной модификации. В 2005—2006 годах на вооружение бундесвера на смену ЗРК «Roland» стали поступать более совершенные комплексы «LeFlaSys/ASRAD» (LFK NG), разработанные компаниями MBDA и Diehl BGT Defence.

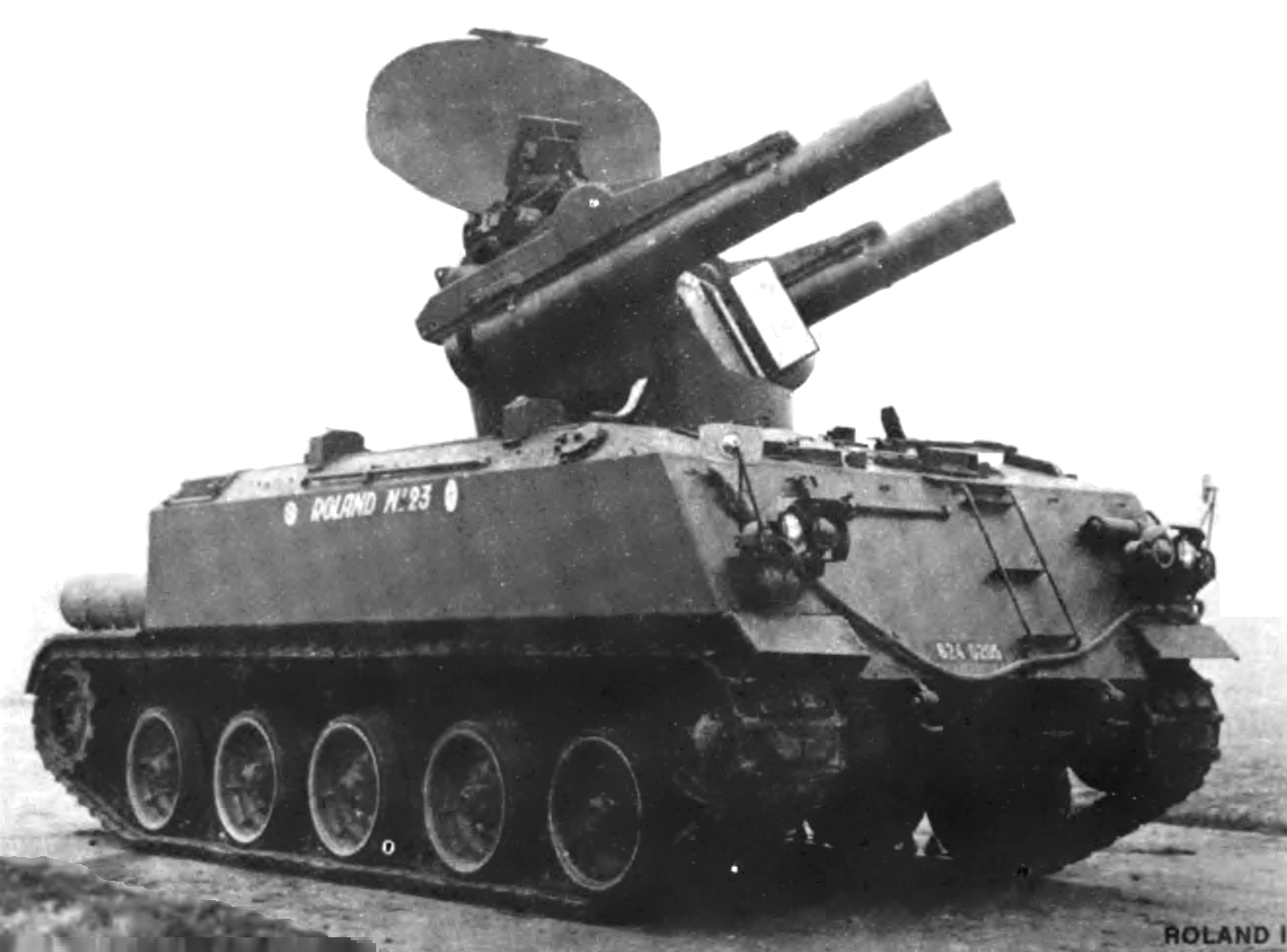
«Роланд-1»
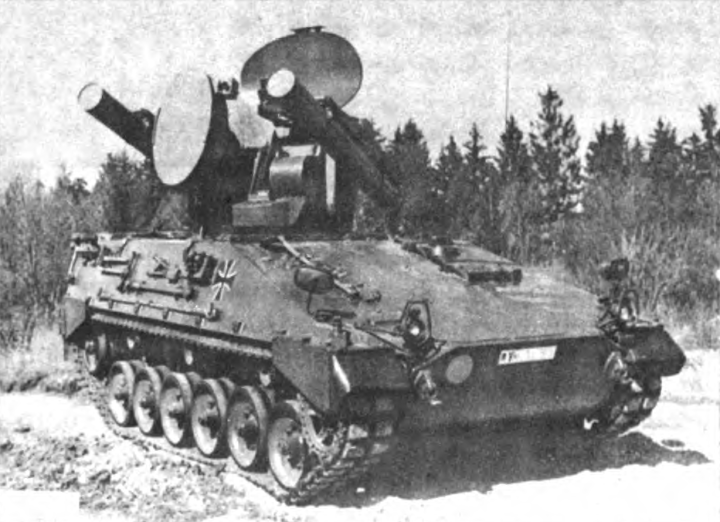
«Роланд-2»

## Серийное производство
Серийное производство ЗРК началось в 1977 году. Комплекс широко поставлялся на экспорт и в различных вариантах находится на вооружении армий: Германии, Франции, Аргентины, Бразилии, Нигерии, Катара, Испании и других. Всего было выпущено более 650 комплексов различных модификаций и 25 тыс. ракет к ним.

## Модификации
С момента выпуска первых вариантов ЗРК комплекс неоднократно модернизировался с целью повышения боевых возможностей, перевода аппаратуры управления на современную элементную базу и т. п. В настоящее время во Франции на вооружении находится последний вариант семейства — ЗРК «Roland VT1».
- Roland 1 — 1977
- Roland 2 — 1981
- Roland 3 — 1988
- Roland VT1 — 1989

## Описание конструкции

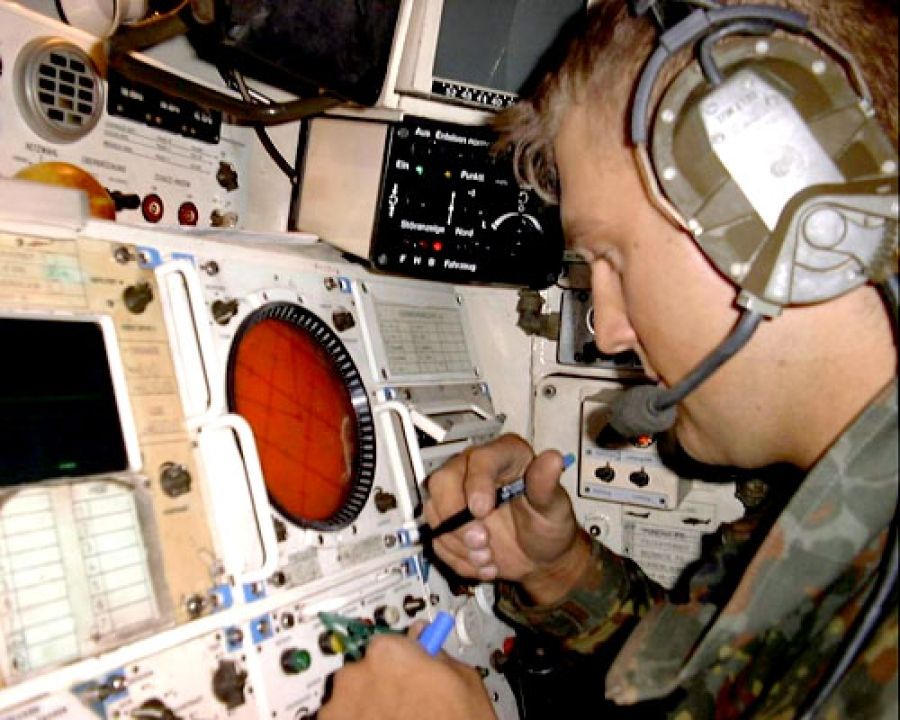
Рабочее место оператора

ЗРК «Roland» может размещаться на различных шасси: в ВС Франции — шасси среднего танка AMX-30 или на шасси грузовика 6x6 ACMAT, в Бундесвере — шасси боевой машины пехоты Marder или на шасси грузовика 6x6, 8x8 MAN, в национальной гвардии США — шасси M109 (САУ) (позднее M812A1). Боевой расчёт ЗРК состоит из трёх человек: водителя, командира и оператора. Компоновка ЗРК «Roland VT1» в целом, аналогична с компоновкой других модификаций ЗРК «Roland». На унифицированной вращающейся башне установлены: балки для размещения ракет, антенна РЛС обнаружения, антенна РЛС сопровождения цели и ракеты, оптическая и инфракрасная системы сопровождения и антенна передатчика команд. Внутри корпуса пусковой установки смонтированы передатчики и приёмники РЛС обнаружения целей и РЛС сопровождения цели и ракеты, счётно-решающее устройство, пульт управления, два магазина револьверного типа с восемью ракетами в транспортно-пусковых контейнерах, радиостанция, контрольно-измерительные приборы и источник электропитания. Наведение балок-держателей с контейнерами в угломестной плоскости производится автоматически по линии сопровождения цели, в азимутальной плоскости — поворотом башни.

## Управляемая ракета

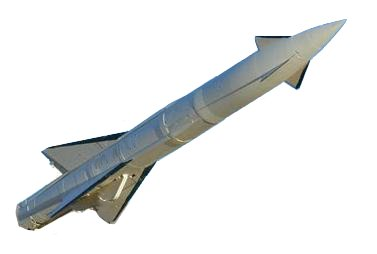
Зенитная управляемая ракета американского производства XMIM-115A

ЗРК Комплекс «Roland VT1» ведет стрельбу теми же ракетами, что и другие модификаций ЗРК «Roland». При этом скорость ракеты VT1 составляет 1250 м/с, дальность стрельбы 11 км, масса осколочно-фугасной БЧ направленного действия 11 кг, подрыв которой осуществляется радиовзрывателем.
Масса твёрдотопливной ракеты 65 кг, масса кумулятивно-осколочной (другое наименование мультикумулятивной, МКБЧ) боевой части составляет 6,5 кг, включая 3,3 кг взрывчатого вещества. Помимо контактного взрывателя, БЧ оснащена также радиовзрывателем, обеспечивающим подрыв БЧ на расстоянии до 4 м от цели. Радиус разлёта 65 осколков составляет около 6 м. Ракета находится в герметизированном транспортно-пусковом контейнере (ТПК) и не требует осмотров и проверок. Масса снаряжённого ТПК составляет 85 кг, длина — 2,6 м, диаметр — 0,27 м. Продолжительность работы твердотопливного стартового ракетного двигателя типа SNPE Roubaix с тягой 1600 кг составляет 1,7 с, он разгоняет ракету до скорости 500 м/с. Продолжительность работы маршевого ракетного двигателя SNPE Lampyre составляет 13,2 с. Максимальная скорость ракеты достигается при окончании работы двигателя. Минимальное полётное время, требуемое для вывода ракеты на траекторию, составляет 2,2 с. Время полета на максимальную дальность — 13-15 с.
| Параметр                             | Roland-2 | Roland-3 |
| ------------------------------------ | -------- | -------- |
| Длина:                               | 2,70 м   | 2,70 м   |
| Диаметр (со стартовым двигателем):   | 0,27 м   | 0,27 м   |
| Стартовая масса:                     | 65 кг    | 77 кг    |
| Масса БЧ:                            | 6,5 кг   | 9,2 кг   |
| Скорость (постоянная на траектории): | 500 м/с  | 570 м/с  |
| Дальность стрельбы:                  | 6300 м   | 8500 м   |
| Досягаемость по высоте:              | 3000 м   | 5000 м   |

Наведение ракеты на цель производится с помощью оптического инфракрасного прицела, при этом отклонения ЗУР от заданного курса вводятся в счётно-решающее устройство, а команды наведения автоматически передаются на борт ракеты передатчиком команд. Возможно также наведение с помощью двухканальной моноимпульсной РЛС сопровождения цели и ракеты. Передатчик этой РЛС собран на магнетроне. Для уменьшения влияния отражений от местных предметов в станции применяется доплеровская фильтрация отражённых сигналов. Параболическая антенна гиростабилизирована по азимуту и углу места и имеет диаграмму направленности 2° по азимуту и 1° по углу места. Разрешающая способность станции по дальности равна 0,6 м. В процессе боевой работы возможно быстрое переключение режимов наведения, что значительно увеличивает помехозащищённость комплекса «Roland».

## Шасси
ЗРК «Роланд» реализован в нескольких вариантах по типу используемого шасси.

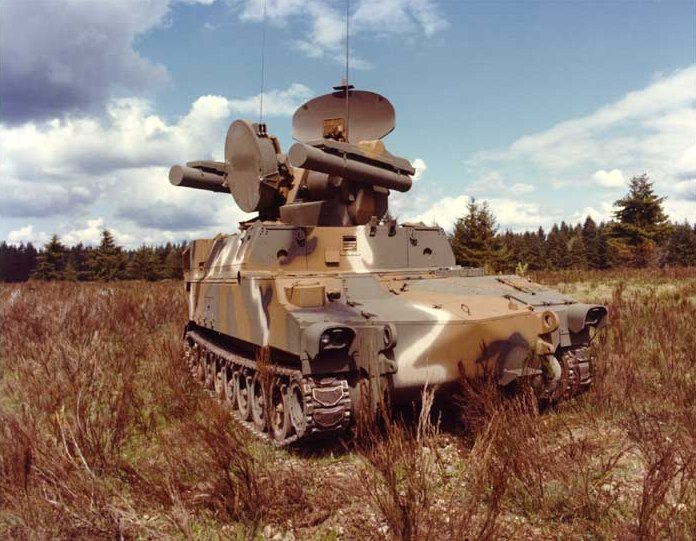
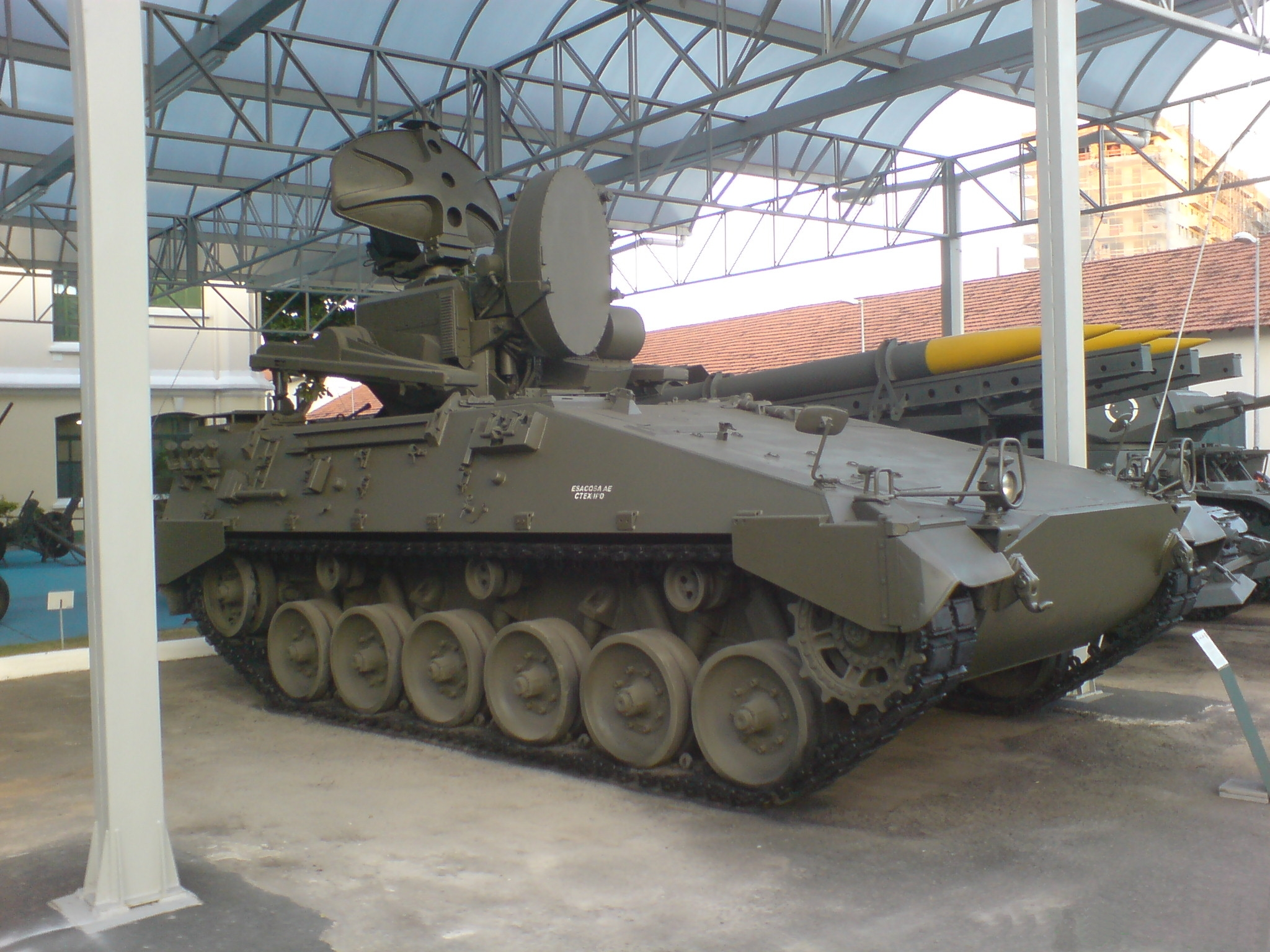
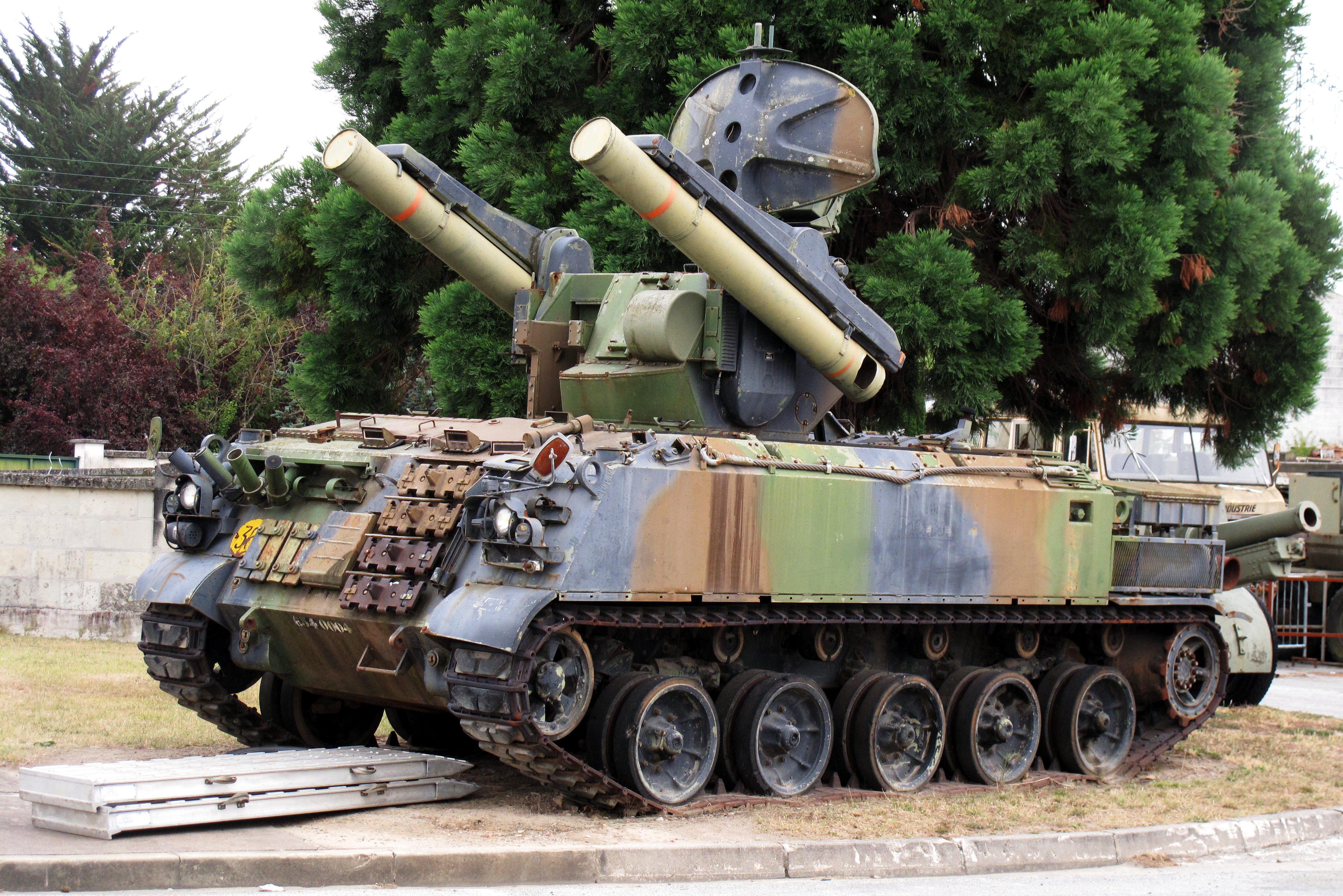
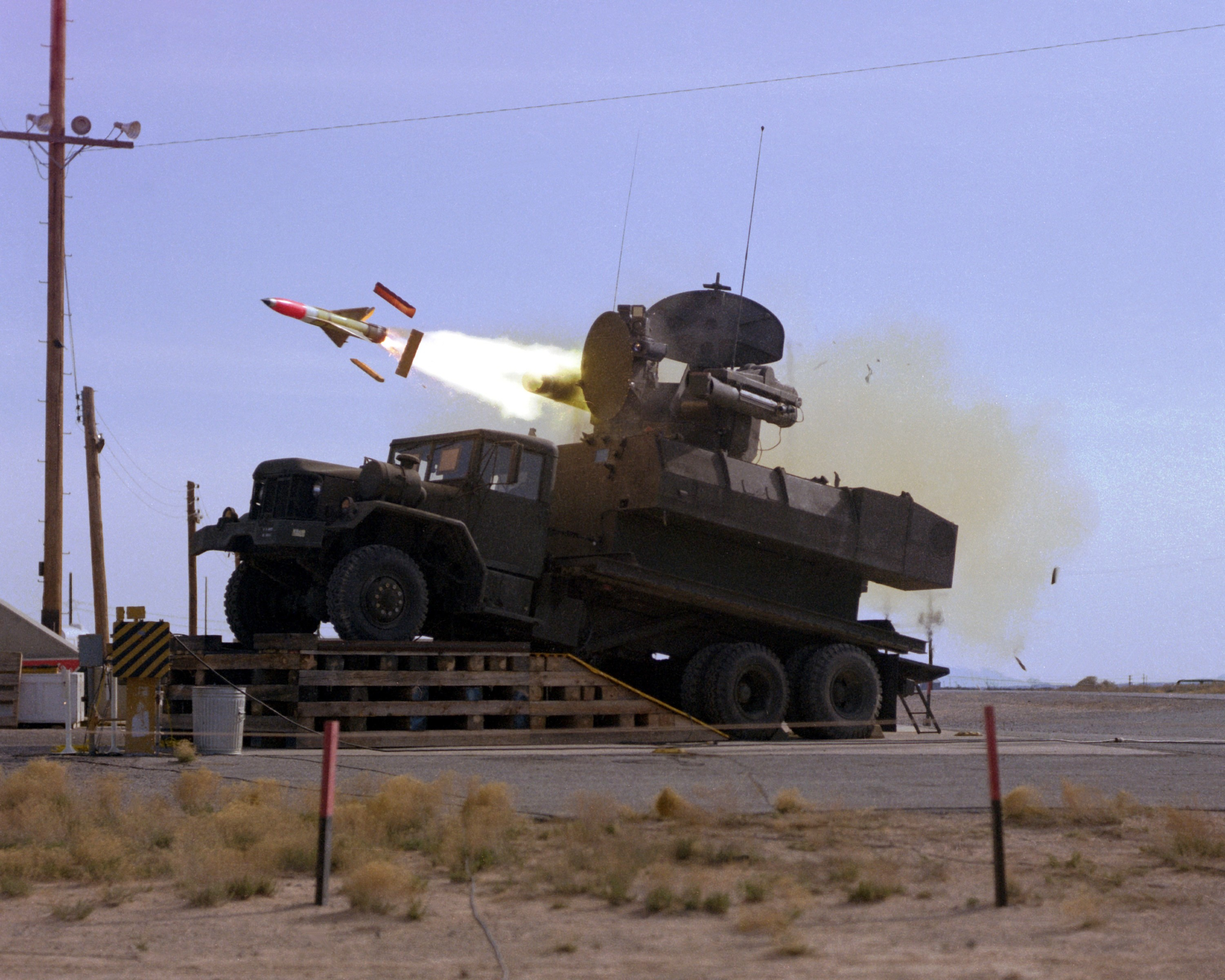
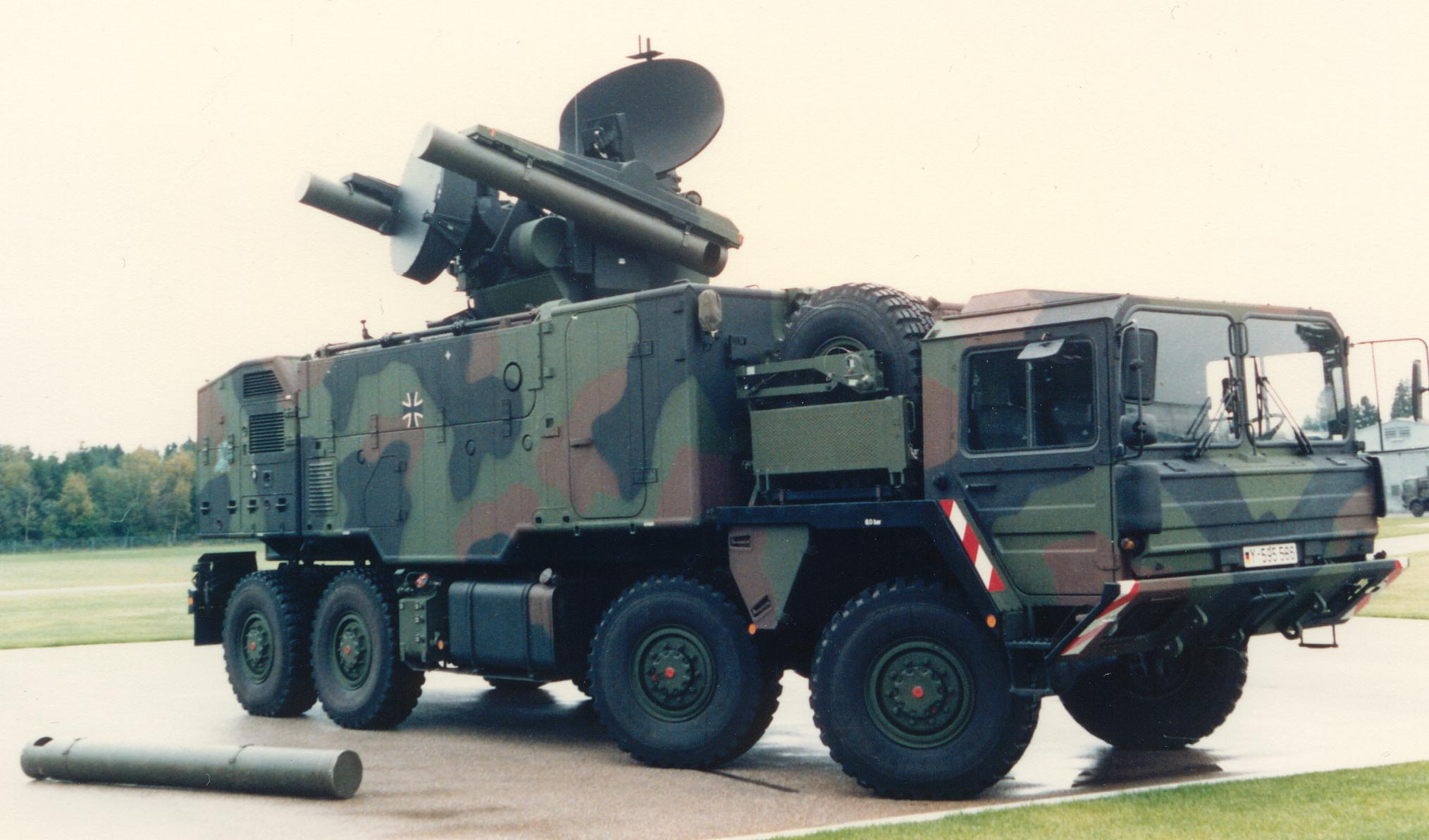

## На вооружении

### Современные операторы
- Бразилия — 4 ПУ на шасси «Мардер»[3]
- Венесуэла — заказывались[3]

- Иордания — заказывались[3]
- Ирак — заказывались[3]
- Испания — 16[4]
- Катар — 9[5]
- Нигерия — 16[6]
- Словения — 6[7]
- США — 27 ПУ, изготовленных по лицензии компаниями «Боинг» и «Хьюз»[3]

#### Германия
Германия должна была закупить 12 200 ракет и 340 огневых установок «Roland 2» для полной замены буксируемых 40-мм артиллерийских комплексов Bofors и систем управления огнем Contraves Super Fledermaus. В итоге на вооружение ПВО уровня немецкого армейского корпуса было закуплено 140 комплексов, установленных на шасси БМП «Marder», и оснащено 3 полка по 36 огневых частей в 6 батареях по 6 штук, по одному полку приписано к каждому армейскому корпусу (I, II, III) и один батальон из 18 огневых частей (3х6) для корпуса «LANDJUT».
Люфтваффе требовалось 200 систем «Roland 2» для непосредственной обороны аэродромов и в качестве мобильных заполнителей брешей для Raytheon «MIM-23 HAWK». В конечном итоге с середины 1980-х годов было закуплено 95 систем «Roland», установленных на грузовиках «MAN» с колесной формулой 8×8, причём 27 из них использовались вооружёнными силами США для защиты американских авиабаз в Германии. В 1998-99 годах 10 систем «Roland LVB» были установлены на грузовики «MAN» 6×6 для транспортировки по воздуху на «Transall C-160» для немецких сил быстрого реагирования.
ВМС Германии также закупили 20 систем на грузовиках для защиты военно-морских авиабаз. Батареи «Роланд» ВВС и ВМФ состояли из 8 огневых подразделений и дополнительного установленного в укрытии Центра управления огнем (FGR) с радиолокационной станцией «TRML 2D».
В феврале 2003 года бундесвер отменил запланированную модернизацию «Roland» и объявил о поэтапном отказе от всех своих систем Roland. Это было завершено к концу 2005 года. Люфтваффе и ВМС также отозвали Роланд, и он больше не используется в Германии. Армия планировала заменить Roland новой и гораздо более эффективной разработкой LFK NG , но в 2012 году армии пришлось передать задачу ПВО ближнего действия ВВС Германии, что положило конец всем планам. Батарея систем ROLAND FRR и центр управления огнем FGR были переданы Словении.
- Германия — по данным Бундесвера на 2003 год на вооружении имелось 127 боевых машин в варианте FlaRakPz и ещё 56 модификации FlaRakRad, но к 2007 году (по другим данным в конце 2005 года[8]) все они были сняты с вооружения[9]. Однако ежегодник The Military Balance, по состоянию на 2010 год указывает наличие у Бундесвера 120 пусковых установок[10].

### Бывшие операторы
- Аргентина — стояли на вооружении[3]
- Франция — стояли на вооружении[3]